# Geomyza martineki
Geomyza martineki är en tvåvingeart som beskrevs av C.M. Drake 1992. Geomyza martineki ingår i släktet Geomyza och familjen gräsflugor.
Artens utbredningsområde är Bulgarien. Arten har ej påträffats i Sverige. Inga underarter finns listade i Catalogue of Life.